# Georg Auerbacher
Georg Auerbacher (Bad Wörishofen, 27 dicembre 1934 – 14 marzo 2007) è stato un pilota motociclistico tedesco.

## Carriera
Nei primi anni di competizioni motociclistiche si è dedicato sia alle corse in singolo che a quelle con le motocarrozzette, passando a gareggiare solo con queste ultime dal 1961.
Le sue prime presenze nelle gare del motomondiale risalgono alla stagione 1962 dove ha ottenuto i suoi primi punti iridati in occasione del Tourist Trophy 1962.
Durante il decennio di permanenza nelle gare mondiali è riuscito ad ottenere 6 vittorie e 30 piazzamenti sul podio nei singoli gran premi ed è stato vice campione del mondo in tre occasioni, nel 1967, nel 1968 e nel 1970.
Nel 1966 ha ottenuto anche il titolo nazionale tedesco dei sidecar.
La sua carriera agonistica ha avuto termine in seguito ad un grave incidente occorso durante le prove del Tourist Trophy 1972.
È deceduto in un incidente stradale il 14 marzo 2007.

## Risultati nel motomondiale
| 1962 | Classe  | Moto |   |   |   |   |   |   |    |    |    |    |    |  |  | Punti | Pos. |
| ---- | ------- | ---- | - | - | - | - | - | - | -- | -- | -- | -- | -- |  |  | ----- | ---- |
| 1962 | sidecar | BMW  | 8 | - | 6 | 8 | - | 6 | NE | NE | NE | NE | NE |  |  | 2     | 12º  |

| 1963 | Classe  | Moto |   |   |    |   |   |   |    |    |    |    |    |    |  | Punti   | Pos. |
| ---- | ------- | ---- | - | - | -- | - | - | - | -- | -- | -- | -- | -- | -- |  | ------- | ---- |
| 1963 | sidecar | BMW  | 5 | 3 | AN | 5 | 5 | 3 | NE | NE | NE | NE | NE | NE |  | 10 (14) | 5º   |

| 1964 | Classe  | Moto |    |   |   |   |   |   |   |    |    |    |    |    |  | Punti   | Pos. |
| ---- | ------- | ---- | -- | - | - | - | - | - | - | -- | -- | -- | -- | -- |  | ------- | ---- |
| 1964 | sidecar | BMW  | NE | 3 | 3 | 3 | 6 | 3 | 3 | NE | NE | NE | NE | NE |  | 16 (21) | 4º   |

| 1965 | Classe  | Moto |    |   |   |   |   |   |   |    |    |    |    |   |    | Punti | Pos. |
| ---- | ------- | ---- | -- | - | - | - | - | - | - | -- | -- | -- | -- | - | -- | ----- | ---- |
| 1965 | sidecar | BMW  | NE | - | 5 | 4 | 3 | - | - | NE | NE | NE | NE | 2 | NE | 15    | 3º   |

| 1966 | Classe  | Moto |    |   |   |   |   |    |    |    |    |   |    |    |  | Punti   | Pos. |
| ---- | ------- | ---- | -- | - | - | - | - | -- | -- | -- | -- | - | -- | -- |  | ------- | ---- |
| 1966 | sidecar | BMW  | NE | 4 | 4 | 4 | 3 | NE | NE | NE | NE | 3 | AN | NE |  | 11 (17) | 4º   |

| 1967 | Classe  | Moto |   |   |   |     |     |   |    |    |   |    |   |    |    | Punti   | Pos. |
| ---- | ------- | ---- | - | - | - | --- | --- | - | -- | -- | - | -- | - | -- | -- | ------- | ---- |
| 1967 | sidecar | BMW  | 1 | 2 | 4 | Rit | Rit | 2 | NE | NE | 3 | NE | 1 | NE | NE | 32 (35) | 2º   |

| 1968 | Classe  | Moto |   |    |     |   |   |    |    |   |    |    |  |  |  | Punti   | Pos. |
| ---- | ------- | ---- | - | -- | --- | - | - | -- | -- | - | -- | -- |  |  |  | ------- | ---- |
| 1968 | sidecar | BMW  | 2 | NE | Rit | 4 | 1 | NE | NE | 3 | NE | NE |  |  |  | 22 (25) | 2º   |

| 1969 | Classe  | Moto |    |   |   |     |   |   |    |    |   |  |    |    |  | Punti | Pos. |
| ---- | ------- | ---- | -- | - | - | --- | - | - | -- | -- | - |  | -- | -- |  | ----- | ---- |
| 1969 | sidecar | BMW  | NE | - | 2 | Rit | 2 | 3 | NE | NE | 5 |  | NE | NE |  | 40    | 3º   |

| 1970 | Classe  | Moto |   |   |    |   |   |     |    |   |   |     |    |    |  | Punti   | Pos. |
| ---- | ------- | ---- | - | - | -- | - | - | --- | -- | - | - | --- | -- | -- |  | ------- | ---- |
| 1970 | sidecar | BMW  | 1 | 2 | NE | 6 | 1 | Rit | NE | 2 | 4 | Rit | NE | NE |  | 62 (67) | 2º   |

| 1971 | Classe  | Moto |   |   |   |     |   |    |   |    |   |   |    |    |  | Punti | Pos. |
| ---- | ------- | ---- | - | - | - | --- | - | -- | - | -- | - | - | -- | -- |  | ----- | ---- |
| 1971 | sidecar | BMW  | 2 | 1 | 2 | Rit | 3 | NE | - | NE | - | 5 | NE | NE |  | 55    | 4º   |

| 1972 | Classe  | Moto |   |   |  |    |  |    |  |  |    |  |    |  |    | Punti | Pos. |
| ---- | ------- | ---- | - | - |  | -- |  | -- |  |  | -- |  | -- |  | -- | ----- | ---- |
| 1972 | sidecar | BMW  | 4 | - |  | NE |  | NE |  |  | NE |  | NE |  | NE | 8     | 15º  |

| Legenda | 1º posto        | 2º posto            | 3º posto            | A punti      | Senza punti        | Grassetto – Pole position Corsivo – Giro più veloce |
| Legenda | Gara non valida | Non qual./Non part. | Ritirato/Non class. | Squalificato | '-' Dato non disp. | Grassetto – Pole position Corsivo – Giro più veloce |